# جنگ داخلی خاندان تولی
جنگ داخلی خاندان تولی جنگ جانشینی بود که بین منگوقاآن قوبلای خان و برادر کوچکترش، اریق بوقا بود، که از سال ۱۲۶۰ تا ۱۲۶۴ در خاندان تولی صورت گرفت. جنگ برای عنوان خاقان به یک جنگ داخلی میان اعضای آن تبدیل شد. جنگ داخلی خاندان تولی، و جنگ‌های پس از آن (مانند جنگ هولاکو و برکه و جنگ کایدو و قوبلای)، اقتدار خاقان را در امپراتوری مغول تضعیف کرد و امپراتوری را به خانات‌های خودمختار تقسیم کرد.

## پیش‌زمینه
خانواده با موفقیت جانشین خود را برای خاقان، منگوقاآن، را در قورولتای ۱۲۵۰ و ۱۲۵۱ بر تخت نشاندند. منگوقاآن با پاکسازی مخالفان خود در خانه سلطنتی و اعضای هر دو خانواده جغتای و Ögedei انتقام گرفت.
منگوقاآن در سال ۱۲۵۲ کنترل منطقه قفقاز را به اردوی زرین سپرد. با تأیید منگوقاآن، برکه در سال ۱۲۵۵ جانشین برادرش، باتو، به عنوان خان اردوی زرین در روسیه شد. هولاکو از ایلخانان کنترل قفقاز را از اردوی زرین گرفت و غارت بغداد توسط وی در سال ۱۲۵۸ خشم برکه را که مسلمان شده بود، برانگیخت. منگوقاآن خان در سال ۱۲۵۹ بدون تعیین جانشینی برای خودش درگذشت. او احتمالاً از اریق بوقا، که منگوقاآن در سال ۱۲۵۸ او را به عنوان فرمانده قره‌قروم (در آن زمان پایتخت امپراتوری) منصوب کرد، طرفداری می‌کرد، اما او برای تضمین ادعای اریق بوقا برای تاج و تخت، کاری انجام نداد.

## جنگ داخلی
قوبلای خان در سال ۱۲۶۰ علیه دودمان سونگ جنوبی مبارزه می‌کرد که خبرهایی مبنی بر اینکه اریق بوقا درحال فعالیت برای رسیدن به خاقانی است دریافت کرد.  اریق بوقا با اعضای قدرتمند و اشراف مغول اتحاد برقرار کرد تا از او به عنوان نامزدی برای خاقانی حمایت کنند. بیشتر خانواده نزدیک منگوقاآن از اریق بوقا از جمله اعضای اوگتای، جغتای و جوچی حمایت کردند. قوبلای از سونگ عقب‌نشینی کرد و نیروهای خود را برای مبارزه با اریق بوقا بسیج کرد. در چین، قوبلای یک قورولتای را در کایپینگ تشکیل داد، جایی که او به عنوان خاقان انتخاب شد. این اولین قورولتایی بود که یک خاقان را در خارج از سرزمین مغول یا آسیای مرکزی اعلام کرد. اریق بوقا قورولتای خود را در قراقروم تشکیل داد که یک ماه بعد او را خاقان معرفی کرد و دو مدعی رقیب برای تاج و تخت ایجاد کرد. هولاکو برای شرکت در قورولتای عازم مغولستان شد، اما شکست مغول‌ها از مملوک‌ها در نبرد عین جالوت، او را مجبور به عقب‌نشینی به خاورمیانه کرد. برکه پس از پیروزی ممالیک به ایلخانان حمله کرد و جنگ برکه و هولاکو را آغاز کرد.
اریق بوقا با برکه خان از اردوی زرین و الگو از خانات جغتای متحد شد. هولاکو از ایلخانان تنها متحد قوبلای خان بود. برکه از اریق بوقا حمایت کرد، زیرا او از هولاکو که روابط نزدیکی با قوبلای داشت عصبانی بود. اما هولاکو و برکه به جنگ خودشان مشغول شدند و نتوانستند در جنگ داخلی خاندان تولی مداخله کنند.
قوبلای به منابع زمین‌های حاصلخیز چین دسترسی داشت، در حالی که اریق بوقا مجبور بود منابع را به قره‌قروم در استپ‌های نیمه خشک وارد کند. قوبلای خان به این منابع از چین وابسته بود و بنابراین برای پیروزی در جنگ داخلی به حمایت مردم چین نیاز داشت. قوبلای با کمک مشاوران چینی خود در میان مردم محبوبیت کسب کرد. او خود را به عنوان یک امپراتور حکیم معرفی کرد که قادر است چینی‌ها، کره ای‌ها و مغول‌های دیگر را متحد کند. در حالی که اریق بوقا را غاصب ویرانگر می‌خواند. قوبلای وعده داد که مالیات‌ها را کاهش دهد، مؤسسات دولتی خود را به گونه‌ای الگوبرداری کرد که شبیه نهادهای سلسله‌های چین باشد، و نام دوره ژونگ‌تونگ را به‌معنای «حکومت میانه‌رو» برگزید. سیاست‌های او در شمال چین محبوب بود، اما هیچ تأثیری بر روابط او با سونگ جنوبی نداشت. سونگ در حالی که قوبلای درگیر جنگ داخلی بود، حمله کرد و قلمروهایی را که قبلاً به مغول‌ها از دست داده بود، پس گرفت. قوبلای یک دیپلمات به نام هائو جینگ را برای بحث در مورد چشم‌انداز یک راه حل مسالمت آمیز برای جنگ با سونگ جنوبی فرستاد. با این حال حکومت سونگ پیشنهادهای قوبلای را رد کرد و هائو را برای یک دهه زندانی کرد.
قوبلای اکنون سه خط از چهار خط تدارکاتی ممکن به قره‌قورم را کنترل می‌کرد. کادان، متحد قوبلای از خاندان اوگتای، از قلمروهای شیا غربی سابق در برابر اریق بوقا دفاع کرد و فرماندهی نیروهای مستقر در گانسو را بر عهده داشت. نیروهای قوبلای از منطقه اطراف یان (پکن امروزی) محافظت می‌کردند. تنها خط تدارکاتی که هنوز برای اریق بوقا باز است، دره رود ینی‌سئی در شمال غربی بود. هنگامی که ارتش قوبلای در اواخر سال ۱۲۶۰ به سمت قره‌قروم پیشروی کرد، اریق بوقا از قره‌قروم به سمت شاخه ای از ینی‌سئی عقب‌نشینی کرد. سپس زمستان قوبلای و اریق بوقا را وادار کرد تا اردو بزنند و منتظر بهار باشند.

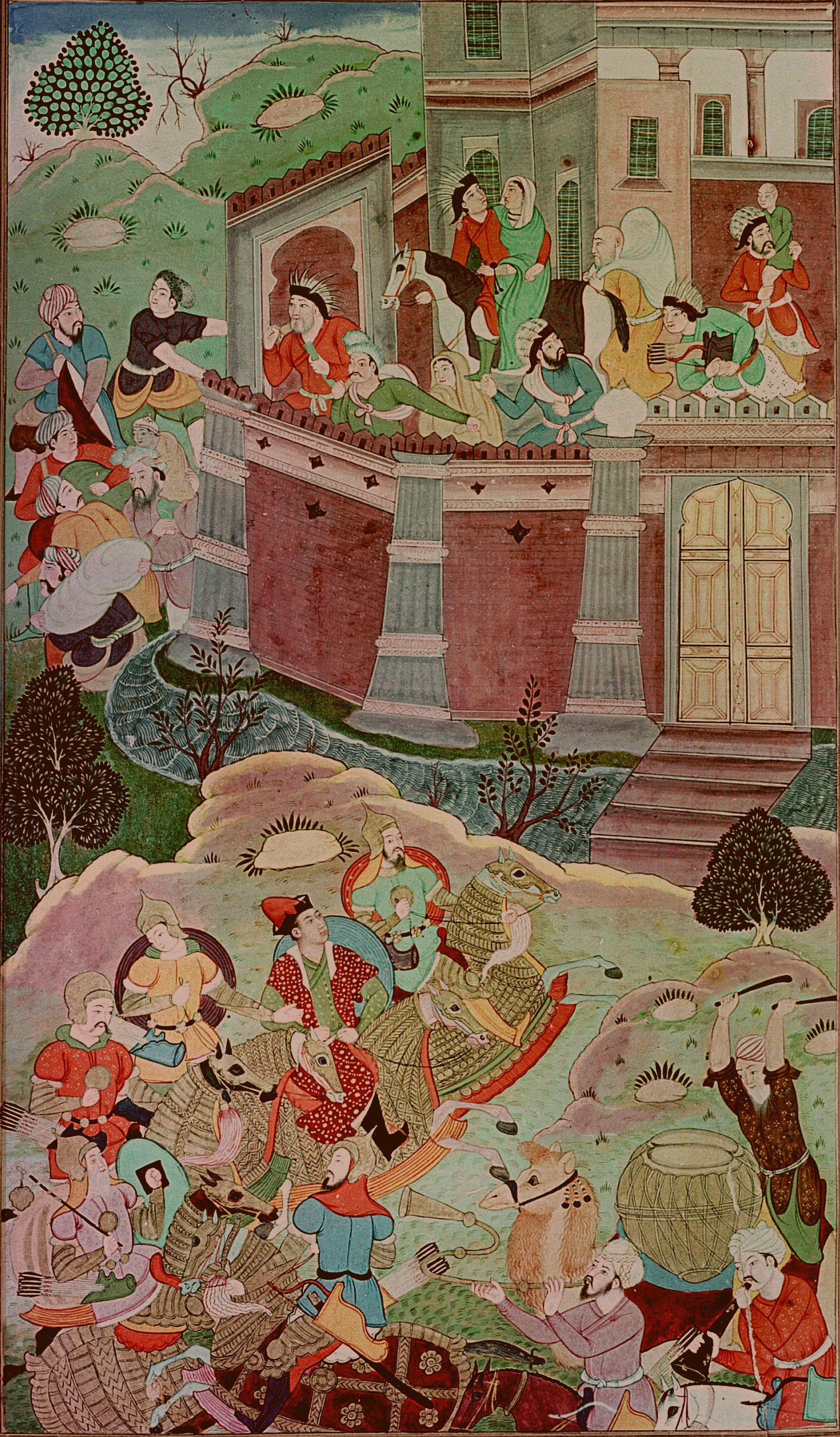
پیروزی آریق بوکه مقابل الغو

در این مدت، قوبلای تدارکات و افراد بیشتری به دست آورد. او یان و دفاع مرزی شمال چین را مستحکم کرد. کادان، آلاندار را شکست داد و او را اعدام کرد. لیان شیکسان، یکی از مشاوران کنفوسیوسی قوبلای، فرماندهی سربازان خان را در غرب چین بر عهده داشت. او در شمال غربی چین، متحد اریق بوقا، لیو تایپینگ، پیروز شد و مواد غذایی در نظر گرفته شده برای ارتش اریق بوقا را تصاحب کرد. لیان همچنین حامیان اریق بوقا را از شهرهای لیانگ‌ژو و گانژو بیرون کرد. در جنوب غربی چین، نیروهای او از سیچوان در برابر نیروهای متجاوز اریق بوقا محافظت کردند. به پاس خدماتشان او به کادان ۳۰۰ طاقه ابریشم و ۳۰۰ تل نقره پاداش داد و لیان شیکسیان را به سمت نخست‌وزیری راست در دبیرخانه منصوب کرد.
پیروزی‌های قوبلای، الغو را به عنوان تنها متحد ثابت اریق بوقا تبدیل کرد. اریق بوقا الغو را متقاعد کرد که کنترل خانات جغتای در آسیای مرکزی را به دست گیرد. خان جغتای، قره هوله گو، اخیراً درگذشت. الغو با آبیشخا، مدعی و رقیب تاج و تخت که توسط قوبلای به عنوان حاکم خانات تأیید شده بود، جنگید و او را کشت. الغو یکی از قوی‌ترین حامیان اریق بوقا بود و او را به خان جغتای منصوب کرد. این خانات به منبع مهمی برای تدارکات اریق بوقا تبدیل شد. اریق بوقا به الغو کنترل کامل بر درآمدهای مالیاتی در منطقه داد.
در سال ۱۲۶۱، قوبلای و اریق بوقا در شیمولتای وارد نبرد شدند. اریق بوقا شکست خورد و عقب‌نشینی کرد. او ده روز بعد به منطقه بازگشت تا نیروهای قوبلای را در نزدیکی کوه‌های خینگان در شرق مغولستان به چالش بکشد. نیروهایی که اریق بوقا به آنها حمله کرد شخصاً توسط قوبلای رهبری نمی‌شدند و تنها بخش کوچکی از ارتش قوبلای را تشکیل می‌دادند. با این حال، نبرد به بن‌بست ختم شد. در همین حال، بیشتر مغولستان اکنون تحت کنترل قوبلای بود و این امر کنترل خط تدارکاتی دره ینی‌سئی توسط اریق بوقا را تهدید می‌کرد. اریق بوقا ضعیف شده از الغو درخواست کمک کرد. الغو نپذیرفت و نمایندگان فرستاده شده توسط اریق بوقا را که سهمی از درآمد مالیاتی الغو را مطالبه کرده بودند اعدام کرد.
در این زمان، شورش در چین، قوبلای را از جنگ داخلی منحرف کرد و او به جای تعقیب بیشتر اریق بوقا، به سمت کایپینگ رفت. پس از آن که تهدید حمله قوبلایی از بین رفت، اریق بوقا به جنگ با الغو رفت. الغو فرمانده اریق بوقا، خارا بوخا، را در نزدیکی رودخانه ایلی در سین کیانگ شکست داد، اما مقر فرماندهی خود را در المالیخ از دست داد. او به شهرهای واحه حوضه تاریم عقب‌نشینی کرد.
اریق بوقا اکنون با متحدان کمی باقی مانده بود و تعدادی از حامیانش به دنبال اقدام و جنایات او علیه خانات جغتای از کنار او دور شدند.  اورونگ تاش، پسر منگوقاآن، فرار کرد و مهر تمغای پدرش را از اریق بوقا گرفت و به عنوان نماد وفاداری خود به قوبلای داد. الغو سپس به رودخانه ایلی بازگشت تا اریق بوقا را از سین کیانگ خارج کند. اریق بوقا فاقد منابع یا متحدین برای دفاع از خود بود. او به تنهایی به شانگدو سفر کرد و در سال ۱۲۶۴ به قوبلای تسلیم شد و به جنگ داخلی پایان داد.

## عواقب
قوبلای اریق بوقا را زندانی کرد، اما بلافاصله او را مجازات نکرد. طرفداران قوبلای خواهان قصاص بودند، بنابراین قوبلای به عنوان مجازات به مدت یک سال اریق بوقا را نادیده گرفت. او برای از بین بردن مقامات دولت مغول که از اریق بوقا حمایت می‌کردند، دست به پاکسازی زد. قوبلای، بلغای، یکی از مقامات مهم مغول را که در زمان منگوقاآن خدمت می‌کرد، به دلیل توطئه با اریق بوقا به خیانت متهم کرد. قوبلای مجوز اعدام بلغای و دیگر حامیان اریق بوقا را صادر کرد. قوبلای یک قورولتای را تشکیل داد تا مجازاتی برای اریق بوقا تعیین کند و ادعای خودش برای تاج و تخت مستحکم‌تر کند. قوبلای تمایلی به مجازات برادرش بدون حمایت عمومی از اشراف مغول نداشت. اریق بوقا در سال ۱۲۶۶ در حالی که هنوز در زندان بود به طرز مرموزی درگذشت که منجر به این گمانه‌زنی شد که قوبلای مخفیانه او را مسموم کرده‌است.
شکست اریق بوقا از قوبلای نتوانست جلوی شکست امپراتوری را بگیرد. هنگامی که قوبلای قورولتای خود را برای تأیید وضعیت خود به عنوان خاقان تشکیل داد، هیچ‌یک از سه خان دیگر در آن شرکت نکردند. برکه و هولاکو به جنگ ادامه دادند تا اینکه هولاکو در سال ۱۲۶۵ درگذشت. خاندان اوگتای به دنبال سوء استفاده از تفرقه برای پیشبرد منافع خانواده خود بودند. آنها به خاطر قورولتای ۱۲۵۱ و متعاقب آن پاکسازی اوگتای‌ها پس از توطئه ترور، از خاندان تولی کینه داشتند. کایدو، از خاندان اوگتای، معتقد بود که یکی از اعضای اوگتای‌ها شایسته عنوان خاقان است و در سال ۱۲۶۹ شورشی را علیه قوبلای آغاز کرد که برای چندین دهه ادامه داشت.
اکثر خانات‌های غربی قوبلای را به عنوان خاقان به رسمیت نمی‌شناختند. اگرچه برخی از آن‌ها همچنان از قوبلای خواستند تا حکومت‌های آن‌ها را تأیید کند، چهار خانات از نظر عملکرد، دولت‌های مستقلی بودند. ایلخانان مستقر در ایران و دودمان یوآن مستقر در چین روابط دیپلماتیک نزدیکی داشتند و دانش علمی و فرهنگی مشترک داشتند، اما همکاری نظامی بین هر چهار خانات مغول دیگر هرگز رخ نداد و در نهایت امپراتوری متحد مغول از هم پاشید.